# Montainville (Yvelines)
Montainville – miejscowość i gmina we Francji, w regionie Île-de-France, w departamencie Yvelines.
Według danych na rok 1990 gminę zamieszkiwało 419 osób, a gęstość zaludnienia wynosiła 87 osób/km² (wśród 1287 gmin regionu Île-de-France Montainville plasuje się na 852. miejscu pod względem liczby ludności, natomiast pod względem powierzchni na miejscu 690.).